# Лопатањка (река)
Лопатањка (Лопатањска река или Остружањка) је река у општини Осечина и једна од најважнијих притока реке Јадар.

## Географија
Једна од најважнијих притока Јадра и река Општине Осечина, има велики утицај у пољопривреди јер у току летњих месеци када су слабе падавине становници села Лопатањ и села Остружањ користе њену воду за наводњавање. Улива се у Јадар у варошици Осечина.
Као једна од река са кишно-снежним режимом водостаја (тј. као бујични водоток) Лопатањка у току године има велика колебања у водостају. У току лета и ране јесени или пресуши или је на јако ниском водостају, док је у току позне јесени и раног пролећа на јако високим водостајима. Због продубљења речног користа поплаве су ретке сем у горњем току где је користо далеко плиће и у доњем току где због многобројних притока има већи потенцијал за доток свеже воде. Најпознатије а уједно и највеће поплаве су: поплава из јуна 1926 (разорна стихија која је захватила готово целу територију тадашње Југославије, у сливу Лопатањкњ позната је прича да је на ушћу Бојчинског потока у Лопатањку, поплава однела жену са малим дететом и њеног свекра док јој се муж некако успео спасити), друга најпознатија поплава је поплава из 1932, док у модерној историји је најпознатија и најразорнија поплава од маја 2014 (поплава која је захватила поред Србије, Хрватску и БиХ).
Лопатањка (Остружањка) извире у селу Лопатањ на планинском врху Ива (Окучаница) на надморској висини од отприлике 500 метара, тј. два од три потока који је стварају а трећи извире под врхом Ива (Баћине). У подножју ових брда ова три потока се спајају и праве речицу Мажанку (то је назив за Лопатањку у горњем делу села Лопатањ). Пошто настане Лопатањка мења правац и тече правцем Север-северозапад (према Осечини тј. Јадру). Поред ове реке налазе се бројне алувијалне долине које је она стварала вековима а најпознатија су Ковраг и Поље. Најважније притоке Брекоса-Брикоса (најбогатија водом, улива се на граници између Церјанских адица и Коврага), Радијевица (река), река Вучак (најзначајнија притока из села Остружањ), Бојчински поток, Јаловик (поток), Ивановића поток... У алувијалној равни Поље прелази у село Остружањ. Слив јој обухвата три насеља село Лопатањ, село Остружањ и варошицу Осечина. Лопатањка као и све реке њеног слива су бујични водотоци тј. у току лета и ране јесени остају са јако мало воде или у потпуности пресуше, док у позну јесен, зиму и рано пролеће су богате водом често се изливајући и правећи штету. Корито јој се у горњем и средњем току усеца и тако наново у непрекидном процесу ствара алувијалну раван, корито горњег и средњег тока одликује велика ширина и местимична дубина 2 па до преко 3.5 метара, док у доњем току (село Остружањ) корито је далеко мање и збијеније.
Улива се у Јадар на надморској висини од отприлике 190-200 метара.

## Биљни и Животињски свет
Некада је ова река била богата јако разноврсним и богатим живим светом али увођење пестицида у употребу, неодговорно бацање смећа у реку као и све чешће и веће суше су довеле до скоро потпуног уништења екосистема ове реке. Пре само 50 година у овој реци су могле да се нађу Пастрмке и Ракови, док је сада тешко и повећег Клена уловити или видети.
Ову реку скоро не посећују птице мочварице вероватно због њене брзине и мале количине хранљивих материја у води (што ће се можда променити собзиром да све веће загађенје (разним отпадом) и све више Алги и инвазивних врста које полако заузимају слив реке).

## Историја
Некада је у сливу ове реке било преко 50 воденица (поточара) данас нема ни једна, некада су локални мештани у долинама Лопатањке као и осталих речица њеног слива у недостатку ђубрива превили бране за скретање воде и дела хранљивих материја на њиве. Познато је да су се у њеном сливу водиле борбе хајдука и турака, српске војсеке и Аустро-Немачких јединица као и против окупационих скупина (Четника (ЈВуО) и Партизана) са Немцима и међусобно.

## Занимљивости
Ова река има јако пуно назива (најпознатији су Лопатањка и Остружањка док су се у неким крајевима усталили: Мажанка (Горњи Лопатањ), Бирчанкуша (средњи Лопатањ), Ковраг (средњи Лопатањ), Осечањка (део Осечине који се налази у околини ушћа ове реке у Јадар).